# Родники (град)
Родники (на руски: Родники) e град в Русия, административен център на Родниковски район, Ивановска област. Населението на града към 1 януари 2018 24 335 е души.